# Monilinia fructicola

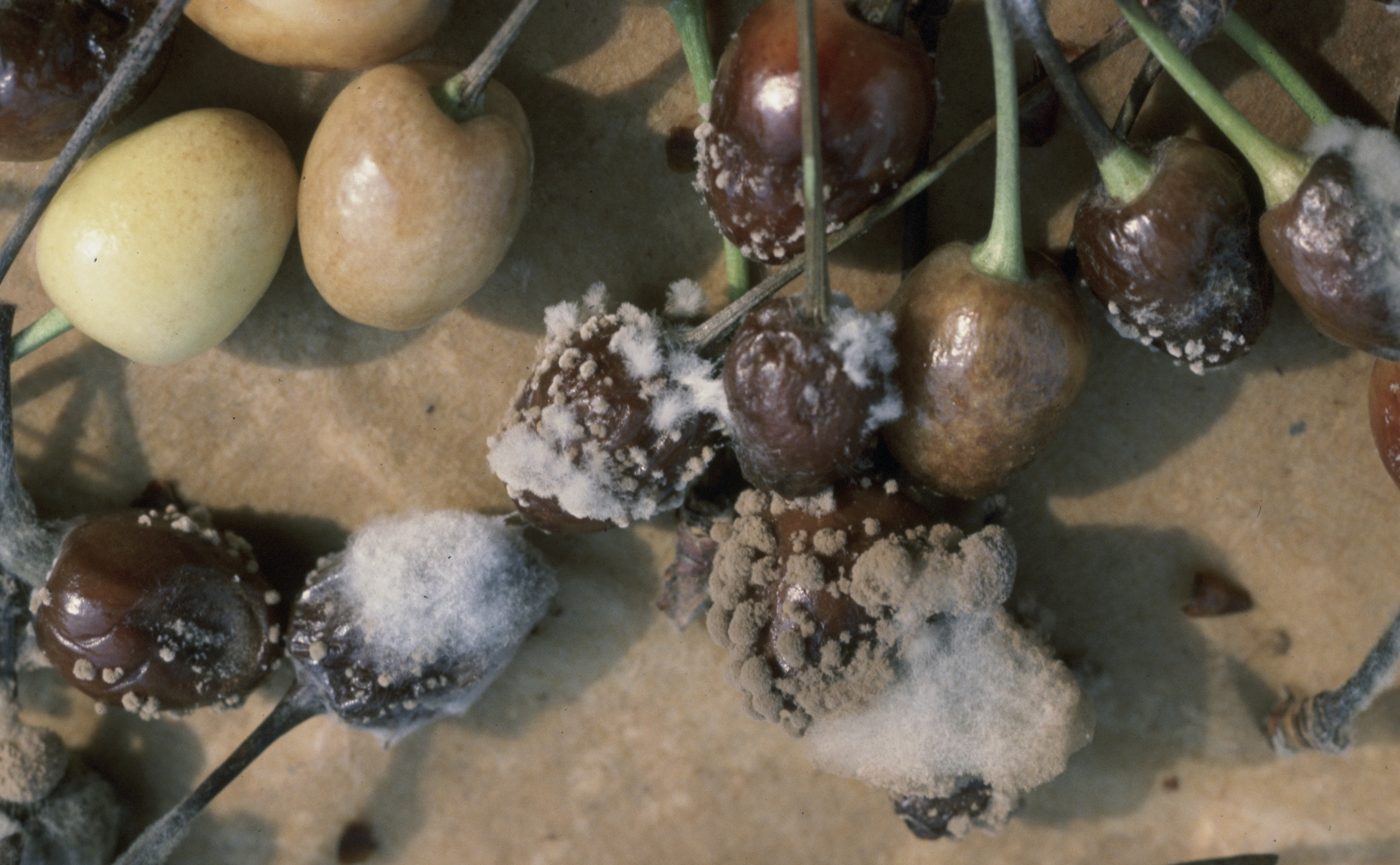
Owoce wiśni porażone przez Monilinia fructicola

Monilinia fructicola (G. Winter) Honey – gatunek grzybów z rodziny twardnicowatych (Sclerotiniaceae). Jest jednym z patogenów powodujących brunatną zgniliznę drzew pestkowych.

## Systematyka i nazewnictwo
Pozycja w klasyfikacji według Index Fungorum: Monilinia, Sclerotiniaceae, Helotiales, Leotiomycetidae, Leotiomycetes, Pezizomycotina, Ascomycota, Fungi.
Po raz pierwszy opisał go w 1883 r. Heinrich Georg Winter, nadając mu nazwę Ciboria fructicola. Obecną, uznaną przez Index Fungorum nazwę, nadał mu Edwin Earle Honey w 1928 r.
Synonimy:

- Ciboria fructicola G. Winter 1883
- Monilia fructicola L.R. Batra 1991
- Sclerotinia americana (Wormald) Norton & Ezekiel 1924
- Sclerotinia cinerea f. americana Wormald 1919
- Sclerotinia fructicola (G. Winter) Rehm 1906[3].

## Morfologia
Strzępki pierwotne o średnicy 7–10 μm, długości nawet powyżej 250 μm, cienkościenne. Tworzą jedno lub kilka odgałęzień przed pierwszą przegrodą. Odgałęzienia zwykle są węższe. Konidia tworzą się blastycznie w łańcuszkach, czasami jako artrospory. Są szkliste, jajowate, elipsoidalne lub cytrynkowate, często ze ściętymi wierzchołkami i mają wymiary 8 –28 × 5–19 μm. W hodowli na agarze wodnym tworzą pojedyncze, długie i nierozgałęzione strzępki rostkowe, ale na owocach strzępki te mogą być bardziej zróżnicowane. Na owocach nie powstają sklerocja, ale wiosną na mumiach powstają zajmujące cały owoc podkładki, a w nich owocniki typu apotecjum.
Odróżnienie M. fructigena od podobnych gatunków jest trudne. Dokonuje się tego na podstawie analizy cech mikroskopowych (budowa i wielkość zarodników i budowa strzępek rostkowych), oraz analizy rozwoju hodowli na PDA, biorąc pod uwagę tempo i typ wzrostu oraz kolor kultury. Konidia Monilinia fructigena są większe od konidiów M. laxa i M. polystroma i często jedno konidium tworzy dwie strzępki rostkowe. M. laxa ma konidia podobnej wielkości co M. fruticola, ale jej strzępki rostkowe są krótkie i skręcone. Jednakże nie wystarcza to do pewnej identyfikacji gatunku i zwykle konieczne jest zastosowanie testu PCR.

## Znaczenie
Potwierdzono występowanie Monilinia fructicola w Ameryce Północnej, Afryce, Azji, na niektórych wyspach Oceanu Indyjskiego, w Australii i na Nowej Zelandii. Początkowo w Polsce brunatną zgniliznę drzew owocowych wywoływały dwa patogeny: Monilinia laxa i Monilinia fructigena, w 2002 r. jednak po raz pierwszy potwierdzono wśród jej patogenów również Monilinia fructicola.
Monilinia fructicola infekuje głównie drzewa pestkowe, ale może porażać także drzewa ziarnkowe, np. jabłonie i grusze. Może poważnie zmniejszyć plon, gdyż wywołuje zamieranie pąków kwiatowych i zgniliznę owoców. Ponadto osłabia drzewa, poraża bowiem również liście i pędy.